# セス・ガベル
セス・ガベル（Seth Gabel、1981年10月3日生まれ）は、アメリカ合衆国の俳優。FOX系列のテレビドラマ『FRINGE/フリンジ』で、リンカーン・リー捜査官を演じた。

## 俳優業
テレビドラマ『NIP/TUCK マイアミ整形外科医』において、アヴァ・ムーア（ファムケ・ヤンセン）の性的に困惑する養子エイドリアン・ムーアを演じ、注目を集めた。そのストーリーラインでは、2人の近親相姦的かつ精神虐待的な関係が描かれた。
テレビではその他、『United States of Tara』『クローザー』『LAW & ORDER:性犯罪特捜班』『CSI:科学捜査班』『セックス・アンド・ザ・シティ』『100 Centre Street』（シドニー・ルメットが製作と監督を担当）に準レギュラーまたはゲスト出演。
『ダーティ・セクシー・マネー』（2007年 - 2009年放送）に、サミーラ・アームストロング演じるジュリエット・ダーリングの双子の兄弟、ジェレミー・ダーリングの役でレギュラー出演。
2010年 - 2011年のテレビシーズン、『FRINGE/フリンジ』（FOX系列、シーズン3）に、もう1つの世界（赤色）のFringeチームのメンバー、リンカーン・リー捜査官として出演。やがて、両方の世界のリンカーン・リーを演じるようになり、シーズン4にはレギュラーに昇格。しかし、シーズン4いっぱいで降板となった。その後シーズン5（ファイナルシーズン）第12話において前回から21年後のリンカーン役でゲスト出演した（Fringeチームを続け平行（赤色）世界のオリビアと結婚し息子を設けている設定）。
劇場映画では、『ダ・ヴィンチ・コード』（2006年、監督は義父のロン・ハワード）や『パーティー・ナイトはダンステリア』（2011年、トファー・グレイス主演）に出演。

## 私生活
フロリダ州ハリウッド生まれ。ユダヤ人である。
1999年、フロリダ州デイヴィー（en:Davie, Florida）のUniversity School of Nova Southeastern Universityを卒業。また、ニューヨーク大学芸術学部（en:Tisch School of the Arts）の卒業生でもある。
ニューヨーク大学で、女優ブライス・ダラス・ハワード（ロン・ハワードの娘）と出会い、5年間の交際を経て、2006年6月17日にコネチカット州グリーンウッチ（en:Greenwich, Connecticut）で挙式。2007年に息子セオドア（”セオ”）が誕生。2012年には、娘ベアトリスが生まれた。

## フィルモグラフィー

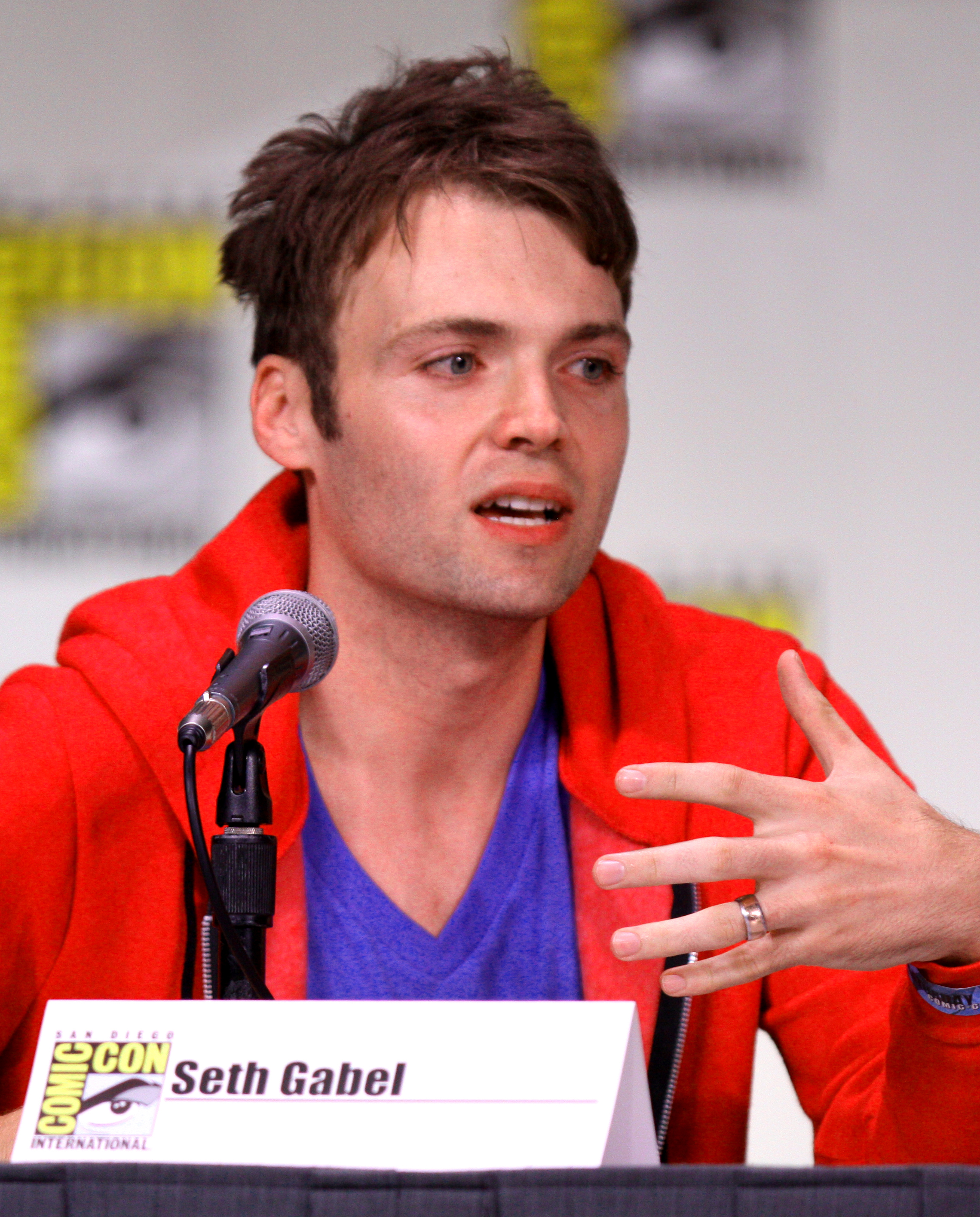
2010年7月、コミコン・インターナショナルにて

### 映画
| 年   | 邦題/原題                                             | 役名                 | 備考 |
| ---- | ----------------------------------------------------- | -------------------- | ---- |
| 2006 | ダ・ヴィンチ・コード The Da Vinci Code                | マイケル             |      |
| 2010 | ジョナ・ヘックス Jonah Hex                            | 顧問                 |      |
| 2011 | パーティー・ナイトはダンステリア Take Me Home Tonight | ブレント・タフォード |      |
| 2012 | アーミー・ロード Allegiance                           | ダニー・セフトン     |      |

### テレビ
| 年          | 邦題/原題                                                  | 役名                         | 備考                                                            |
| ----------- | ---------------------------------------------------------- | ---------------------------- | --------------------------------------------------------------- |
| 2002        | セックス・アンド・ザ・シティ Sex and the City              | 若い船員                     | 1エピソード                                                     |
| 2003        | 弁護士ジャック・ターナー The Lyon's Den                    | ボー・ヴァンヘッチ           | 1エピソード                                                     |
| 2004        | 5人の女刑事たち ザ・ディヴィジョン The Division            | ミファイル・オミンスキー     | 1エピソード                                                     |
| 2004        | NIP/TUCK マイアミ整形外科医 Nip/Tuck                       | エイドリアン・ムーア         | 5エピソード                                                     |
| 2004        | CSI:科学捜査班 CSI: Crime Scene Investigation              | ギャビン・"レックス"・レイン | 1エピソード                                                     |
| 2005        | LAW & ORDER:性犯罪特捜班 Law & Order: Special Victims Unit | ギャレット・パール           | 1エピソード                                                     |
| 2005        | クローザー The Closer                                      | ニコライ・コズロフ           | 1エピソード                                                     |
| 2007 - 2009 | ダーティ・セクシー・マネー Dirty Sexy Money                | ジェレミー・ダーリング       | メインキャスト 23エピソード                                     |
| 2010        | CSI:科学捜査班 CSI: Crime Scene Investigation              | ラリー・コールトン           | 1エピソード                                                     |
| 2010        | ユナイテッド・ステイツ・オブ・タラ United States of Tara   | ザック                       | 4エピソード                                                     |
| 2010 - 2013 | FRINGE/フリンジ Fringe                                     | リンカーン・リー             | シーズン2 - 3, 5: ゲスト シーズン4: メインキャスト 31エピソード |
| 2013        | ARROW/アロー Arrow                                         | ヴァーティゴ伯爵             | 3エピソード                                                     |